# Lucien Bernard Lacoste
Lucien Bernard Lacoste (Navailles-Angos, 25 febbraio 1905 – Chiang Mai, 14 agosto 1989) è stato un vescovo cattolico e missionario francese.

## Biografia
Nel 1923 entrò nella Congregazione del Sacro Cuore di Gesù di Bétharram e proseguì i suoi studi filosofici e teologici a Nazaret e a Betlemme, dove venne ordinato sacerdote il 13 luglio 1930.
In quello stesso anno fu designato per la missione che la Congregazione aveva in Cina, nella provincia dello Yunnan. Dopo aver studiato la lingua cinese, fu mandato ad evangelizzare il popolo degli Shan al confine con la Birmania.
Il 9 dicembre 1948 fu nominato vescovo di Dali; il 29 maggio 1949 ricevette la consacrazione episcopale a Kunming.
Espulso dalla Cina nel 1952, nel 1954 raggiunse la Thailandia, ove il vicario apostolico di Bangkok gli affidò l'evangelizzazione della regione settentrionale del paese, con capoluogo Chiang Mai.
Il 17 novembre 1959 papa Pio XII eresse la prefettura apostolica di Chiang Mai, distaccandola dal vicariato apostolico di Bangkok e mons. Lacoste fu nominato amministratore apostolico. Il 18 dicembre 1965 la prefettura apostolica fu elevata a diocesi di Chiang Mai e affidata a mons. Lacoste, sempre in qualità di amministratore apostolico.
Il 14 settembre 1975 mons. Lacoste cessò nel suo incarico di amministratore apostolico e si ritirò, proseguendo la sua attività come semplice missionario.

## Genealogia episcopale
La genealogia episcopale è:
- Arcivescovo François de Bovet
- Vescovo Jacques-Léonard Pérocheau, M.E.P.
- Arcivescovo Eugène-Jean-Claude-Joseph Desflèches, M.E.P.
- Vescovo François-Eugène Lions, M.E.P.
- Vescovo François-Mathurin Guichard, M.E.P.
- Vescovo François-Lazare Seguin, M.E.P.
- Arcivescovo Jean Larrart, M.E.P.
- Arcivescovo Alexandre-Joseph-Charles Derouineau, M.E.P.
- Vescovo Lucien Bernard Lacoste, S.C.I. di Béth.